# Dúbrovka
Dúbrovka (ruso: Ду́бровка) es un asentamiento de tipo urbano de Rusia, capital del raión homónimo en la óblast de Briansk.
En 2021, el territorio del asentamiento tenía una población de 8121 habitantes, de los cuales 6793 vivían en el propio asentamiento y el resto repartidos en quince pedanías, de las cuales solamente cuatro superan los cien habitantes: las aldeas de Nemer, Davydchi, Ponizovka y Potriasovka.
Se ubica unos 60 km al noroeste de Briansk, junto a la carretera P120 que lleva a Smolensk.

## Historia
Fue fundado en 1868 como un poblado ferroviario de la línea de ferrocarril de Oriol a Vítebsk. Recibió su topónimo de una pequeña aldea ubicada unos 2 km al sur, que se conoce en documentos desde el siglo XVIII; actualmente esta aldea es una pedanía o barrio periférico del asentamiento y tiene una veintena de habitantes. Desde la década de 1880, se desarrollaron diversas industrias en la localidad. La Unión Soviética le dio el estatus de capital de raión en 1929 y el de asentamiento de tipo urbano en 1931.